# Nomada salicis
Nomada salicis är en biart som beskrevs av Robertson 1900. Nomada salicis ingår i släktet gökbin, och familjen långtungebin. Inga underarter finns listade i Catalogue of Life.